# Ten + Eight
Ten + Eight (10 + 8) – album polskiego muzyka i kompozytora (również jazzowego) Andrzeja Kurylewicza nagrany z udziałem muzyków tworzących jazzowy The Andrzej Kurylewicz Quintet.
Wszystkie utwory na płycie to kompozycje lidera (jedynie zamykająca album „Twarz widza” jest dziełem Włodzimierza Nahornego). „Rondo” pochodzi z filmu Cyrograf dojrzałości, do którego w tym czasie Kurylewicz pisał muzykę. Nagrania zrealizowano w październiku 1967 w Warszawie. LP został wydany w 1968 przez Polskie Nagrania „Muza” w wersji monofonicznej XL 0439 (matryca M-3 XW-905, M-3 XW-906)  i stereofonicznej SX (S-3 XW-905, S-3 XW-906). Była to jednocześnie 14 płyta serii Polish Jazz. Reedycja na CD ukazała się w 2006 (PNCD 1014).

## Muzycy
- Janusz Kozłowski – kontrabas
- Andrzej Roman Kurylewicz – puzon wentylowy, fortepian (4, 5)
- Włodzimierz Nahorny – saksofon altowy
- Jacek Ostaszewski – kontrabas, tamburyn
- Sergiusz Perkowski – perkusja

oraz
- Wanda Warska – śpiew (4, 5)

## Lista utworów
Strona A
| 1. | „Już ja z tobą nie zostanę” | 7:00  |
|    |                             |       |
| 2. | „Requiem dla Z. C.”         | 3:00  |
|    |                             |       |
| 3. | „10 + 8”                    | 10:12 |
|    |                             |       |
|    |                             | 20:12 |
|    |                             |       |
Strona B
| 4. | „Rondo”       | 11:50 |
|    |               |       |
| 5. | „Twarz widza” | 8:35  |
|    |               |       |
|    |               | 20:25 |
|    |               |       |

## Informacje uzupełniające
- Reżyser nagrania – Janusz Urbański
- Inżynier dźwięku – Krystyna Urbańska
- Zdjęcia – Marek Karewicz
- Omówienie płyty (tekst na okładce) – Adam Sławiński